# 영리활동
영리활동은 행정법상의 개념으로 국가가 공행정목적의 직접적인 수행과는 관계 없이 수익의 확보를 위해 행하는 활동을 말한다. 일반재산의 관리도 이해 해당한다. 영리활동은 이익획득을 직접적인 목적으로 하므로 공적 목적의 수행을 직접적인 목적으로 하는 행정사법과 구별되고 이익획득과 무관한 조달행정과 구별된다.
국가의 영리활동과 관련하여서는 먼저 국가의 영리활동이 헌법상 허용되는가의 문제가 있다. 공적 사무의 수행에 문제를 야기하지 아니하는 범위 안에서 제한적으로 긍정하는 것이 일반적인 견해이다.

## 사례
대한민국의 경우 국가가 우체국예금과 보험 등을 운영하고 있는데 민간금융기관과 경쟁을 가져오는 영리활동으로 볼 수 있다,

## 참고 문헌
- 김철용 (2005년 3월 10일). 《행정법 2(김철용)(제5판)》. 박영사. ISBN 9788910513230.